# Gulbent nektarkrypare
Gulbent nektarkrypare (Cyanerpes lucidus) är en fågel i familjen tangaror inom ordningen tättingar.

## Utseende
Gulbent nektarkrypare är en skogssångarlik tangara med praktfull fjäderdräkt. Hanen är genomgående djupblå med svart på strupe och vingar. Honan har ett halsband med blåaktiga streck över bröstet. Jämfört med den vanligare rödbent nektarkrypare urskiljs den genom tydligt gula ben, kraftigare böjd näbb och kortare stjärt. 

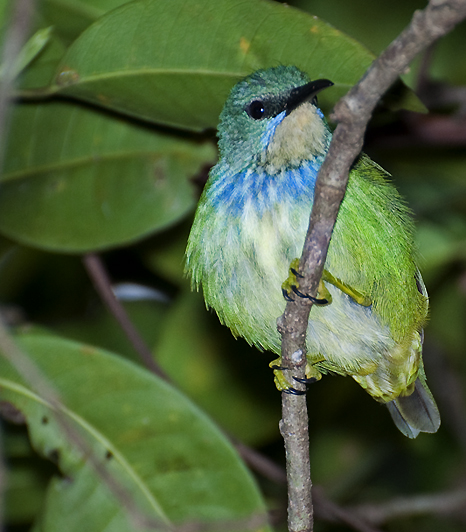

## Utbredning och systematik
Gulbent nektarkrypare delas in i två underarter:
- C. l. lucidus – förekommer från södra Mexiko (Chiapas) till Belize, Guatemala och norra Nicaragua
- C. l. isthmicus – förekommer från Costa Rica till Panama och nordvästligaste Colombia

## Levnadssätt
Gulbent nektarkrypare hittas i fuktiga skogar och skogsbryn i förberg och intilliggande lågländer. Den födosöker på alla nivåer, men mestadels i fruktbärande och blommande träd och buskar.

## Status
Arten har ett stort utbredningsområde och beståndet anses stabilt. Internationella naturvårdsunionen IUCN listar den därför som livskraftig (LC).